# Corredo cromosomico
Il corredo cromosomico di un essere vivente è l'insieme dei cromosomi presenti in una cellula somatica.
È costante a livello di specie, sia sotto il profilo numerico sia sotto quello morfologico. Ogni variazione nel corredo cromosomico può portare a variazioni anche consistenti nel fenotipo dell'individuo. A volte queste differenze sono migliorative e vengono premiate dall'evoluzione, ma spesso sono negative e portano alla morte dell'individuo o a gravi malformazioni.
Il corredo cromosomico di una specie viene indicato con 2n perché in genere i cromosomi sono presenti in duplice copia (diploidia), i cui componenti, i cromosomi omologhi, hanno uno origine materna e l'altro paterna. Nei corredi cromosomici delle specie animali sono in genere presenti anche due cromosomi particolari, i cromosomi sessuali, coinvolti nei meccanismi di determinazione del sesso.
Casi particolari sono quelli dei gameti, cellule destinate alla riproduzione degli organismi sessuati, che hanno una sola copia dei cromosomi (aploidia), oppure quelli dei vegetali, dove non sono rari casi di poliploidia, ossia la presenza di più di due copie di ogni cromosoma.